# Junior-Haus
Das Junior-Haus ist ein 1951 erbautes, markantes Gebäude am Kaiserplatz in der Innenstadt von Frankfurt am Main. Sein Architekt ist Wilhelm Berentzen (1898–1984), der auch das 1954 gebaute und 2005 abgerissene Rundschau-Haus entwarf.
Das Junior-Haus ist nach seinem Bauherrn Kurt Junior benannt, der die Jacob Carl Juniorsche Liegenschaftsverwaltung betrieb. Im Untergeschoss betrieb Mercedes-Benz über 50 Jahre lang einen repräsentativen Ausstellungsraum, ab 2010 befand sich dort kurzzeitig ein Restaurant. Das Dach ziert noch immer ein großer Mercedes-Stern.
Bis zur Zerstörung bei einem Bombenangriff 1944 stand an der Stelle ein Haus mit einem Café, das Jacob Carl Junior um 1890 kaufte und umbaute.
Das neunstöckige Gebäude ist knapp 35 Meter hoch. Mit seinem runden, gläsernen Treppenhaus, das in spitzem Winkel links und rechts symmetrisch von Bürotrakten begleitet wird, gilt das Eckgebäude zwischen Kaiserstraße und Friedensstraße gegenüber dem Traditionshotel Frankfurter Hof als eines der bedeutendsten Gebäude der Wiederaufbauzeit.
Das Gebäude ist heute ein Kulturdenkmal nach dem Hessischen Denkmalschutzgesetz.